# Wurfknoten
Wurfknoten oder Wurfleinenknoten dienen zum Beschweren des Endes einer Wurfleine. Im Allgemeinen kann dazu auch eine Affenfaust oder ein mehrfacher Überhandknoten, beispielsweise ein Franziskanerknoten verwendet werden, im Speziellen ist meist der hier beschriebene Knoten gemeint. Bei den in der Großschifffahrt zur Übergabe der dicken Festmacherleinen verwendeten Wurfleinen ist das Ende meist mit einem mit Sand gefüllten kleinen Lederbeutel beschwert.
Vom Wurfknoten zu unterscheiden sind „geworfene Knoten“ wie der geworfene Webeleinenstek und solche, die eher zu „Seemännischen Kunststücken“ zählen und nichts mit diesem Wurfleinenknoten zu tun haben. Ebenfalls vom Wurfknoten zu unterscheiden ist der sich zuziehende Lassoknoten.

## Knüpfen
Zuerst wird eine Bucht gelegt. Diese wird mit dem freien Seilende mindestens drei bis fünfmal umwickelt. Das kurze Ende wird in das beim Wickeln entstandene Auge gesteckt. Der Knoten wird am langen Ende festgezogen. Die einzelnen Törns des Knotens sollten gleichmäßig nebeneinander legen. Je mehr Windungen, desto höher das Gewicht.

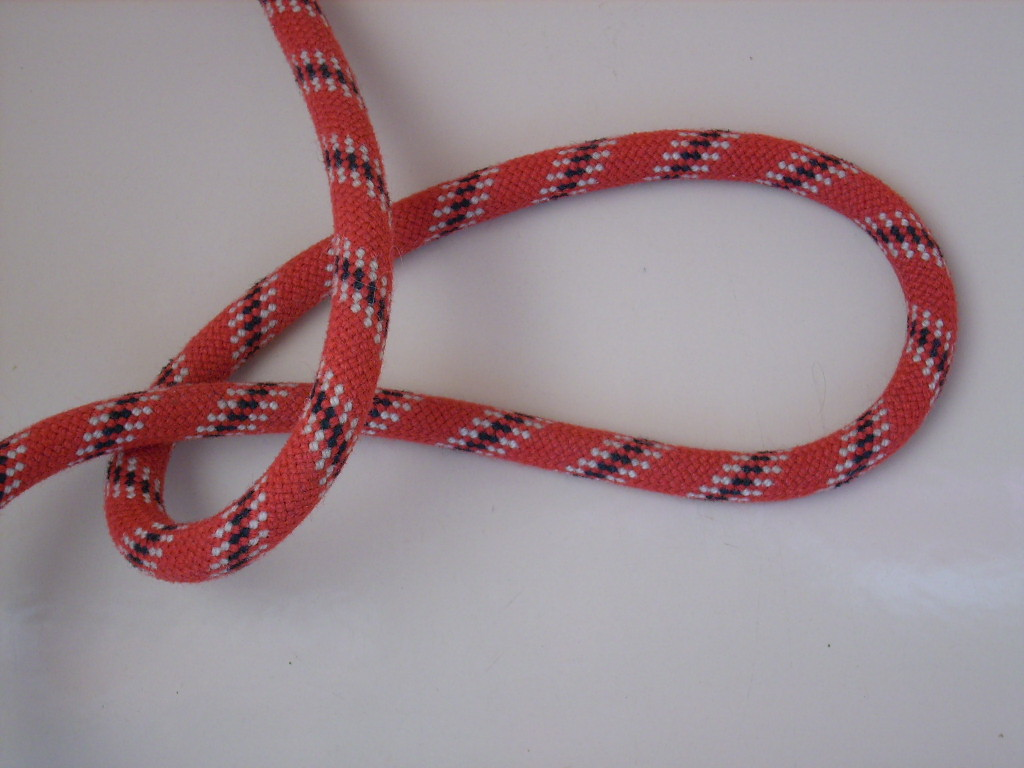
Bucht
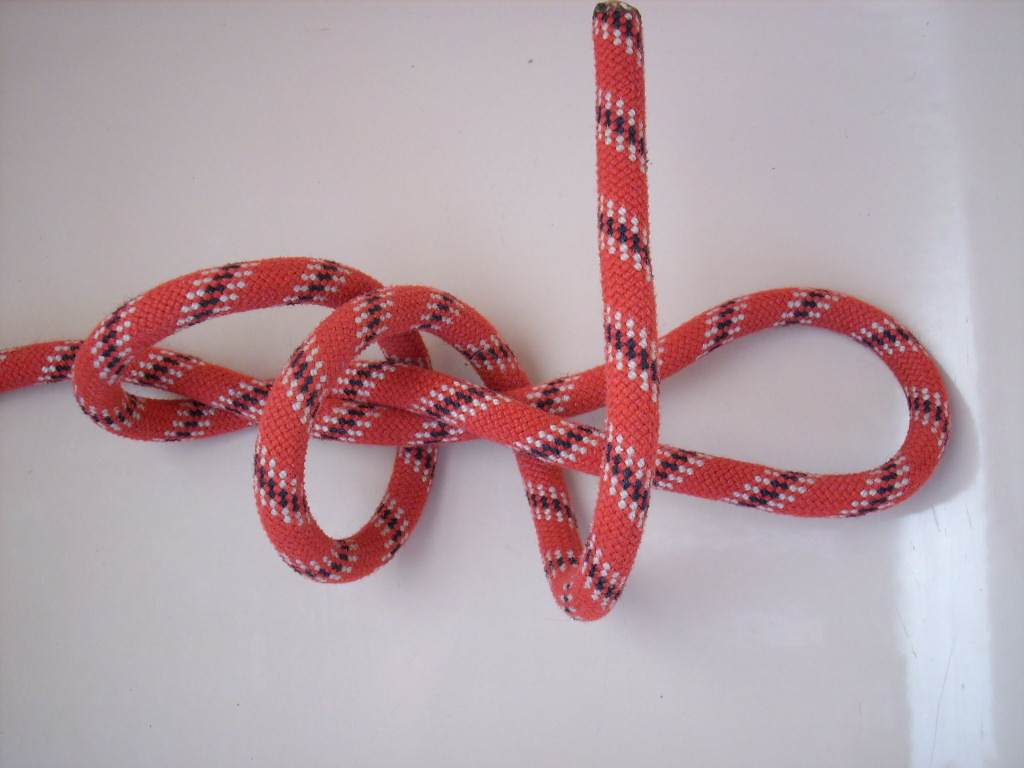
Bucht mehrfach umwickelt
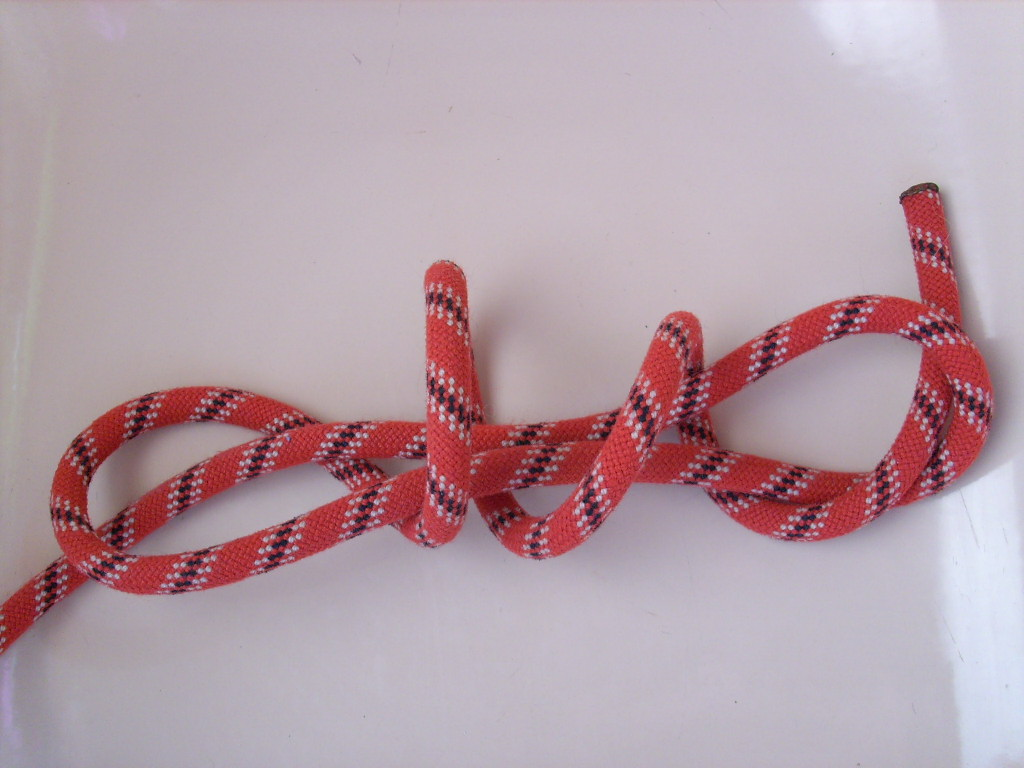
Ende durch das Auge
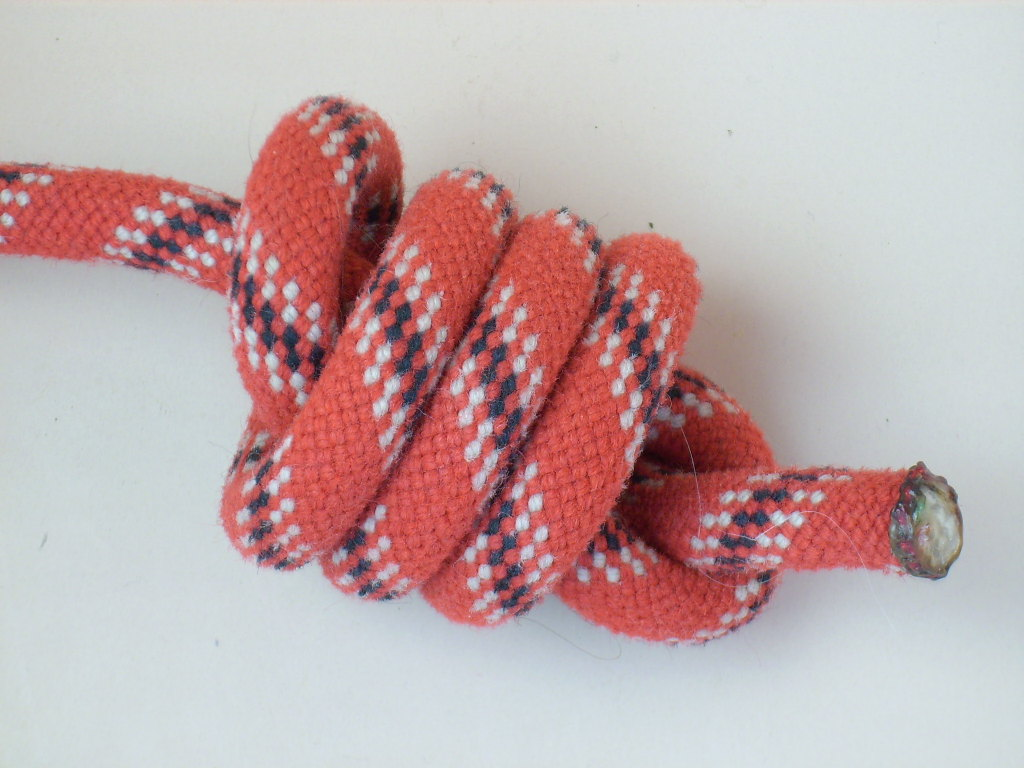
zugezogen

- Als „Bootsschuhknoten“ wird der Wurfknoten auch als Schnürsenkelbindung verwendet.[1]

## Vergleich mit dem mehrfachen Überhandknoten
|  |  |

## Abwandlungen

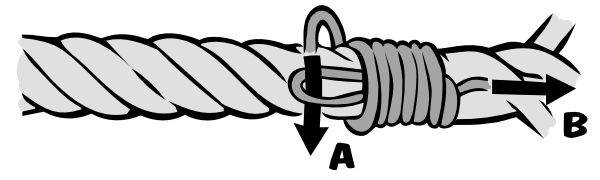
Herstellen eines Taklings

- Beim Takling wird die gleiche Arbeitsweise um ein Ende herum angewandt.
- Wird die Bucht doppelt gelegt, entsteht eine zuziehende Schlinge, siehe Henkersknoten.